# Pomorzowice
Pomorzowice (cz. Pomorčovice, niem. Pommerswitz) – wieś w Polsce położona w województwie opolskim, w powiecie głubczyckim, w gminie Głubczyce.
Leży na terenie Nadleśnictwa Prudnik (obręb Prudnik).
Na północny zachód od miejscowości znajduje się ujście rzeki Prudnik do Osobłogi.

## Historia
Pierwsza historyczna wzmianka o wsi pochodzi z 1262 roku.
Historycznie wieś była głównie związana z Prudnikiem. Położona jest na ziemi prudnickiej. Występuje w niej gwara prudnicka. Przez krótki czas należała do niemieckiego powiatu Prudnik.
Pierwszy kościół w Pomorzowicach został wybudowany w 1321 r., natomiast parafia powstała dopiero w 1430 r.
Pomorzowicki pałac został zbudowany w 1614 roku przez Hartwicha von Stitten.
W 1765 w Pomorzowicach założono szkołę ewangelicką, która została zmieniona w szkołę podstawową w listopadzie 1945 r.
3 maja 1921, po wykonaniu akcji „Mosty” w Racławicach Śląskich rozpoczynającej III powstanie śląskie, w Pomorzowicach skryli się prudniccy powstańcy.
W latach 1975–1998 miejscowość administracyjnie należała do ówczesnego województwa opolskiego.
W latach 1945–1991 stacjonowała tu strażnica Wojsk Ochrony Pogranicza. Początkowo podlegała 48 Komendzie Odcinka Prudnik, a następnie (kolejno): 71 Batalionowi Ochrony Pogranicza w Prudniku, 44 Batalionowi WOP w Głubczycach i 45 Batalionowi WOP w Prudniku. Z dniem 16 maja 1991 roku strażnica została przejęta przez Straż Graniczną i funkcjonowała do 15 czerwca 2006 roku, kiedy to została rozformowana.

## Dojazd
Droga do Pomorzowic zaczyna się przy drodze wojewódzkiej nr 417, wychodzącej z drogi krajowej nr 40 na odcinku Prudnik – Kędzierzyn-Koźle.

## Zabytki
Do wojewódzkiego rejestru zabytków wpisane są:
- kościół par. pw. św. Jana Chrzciciela, z 1613 r., 1846 r.
- Pałac w Pomorzowicach, z XVII w., 1900 r.

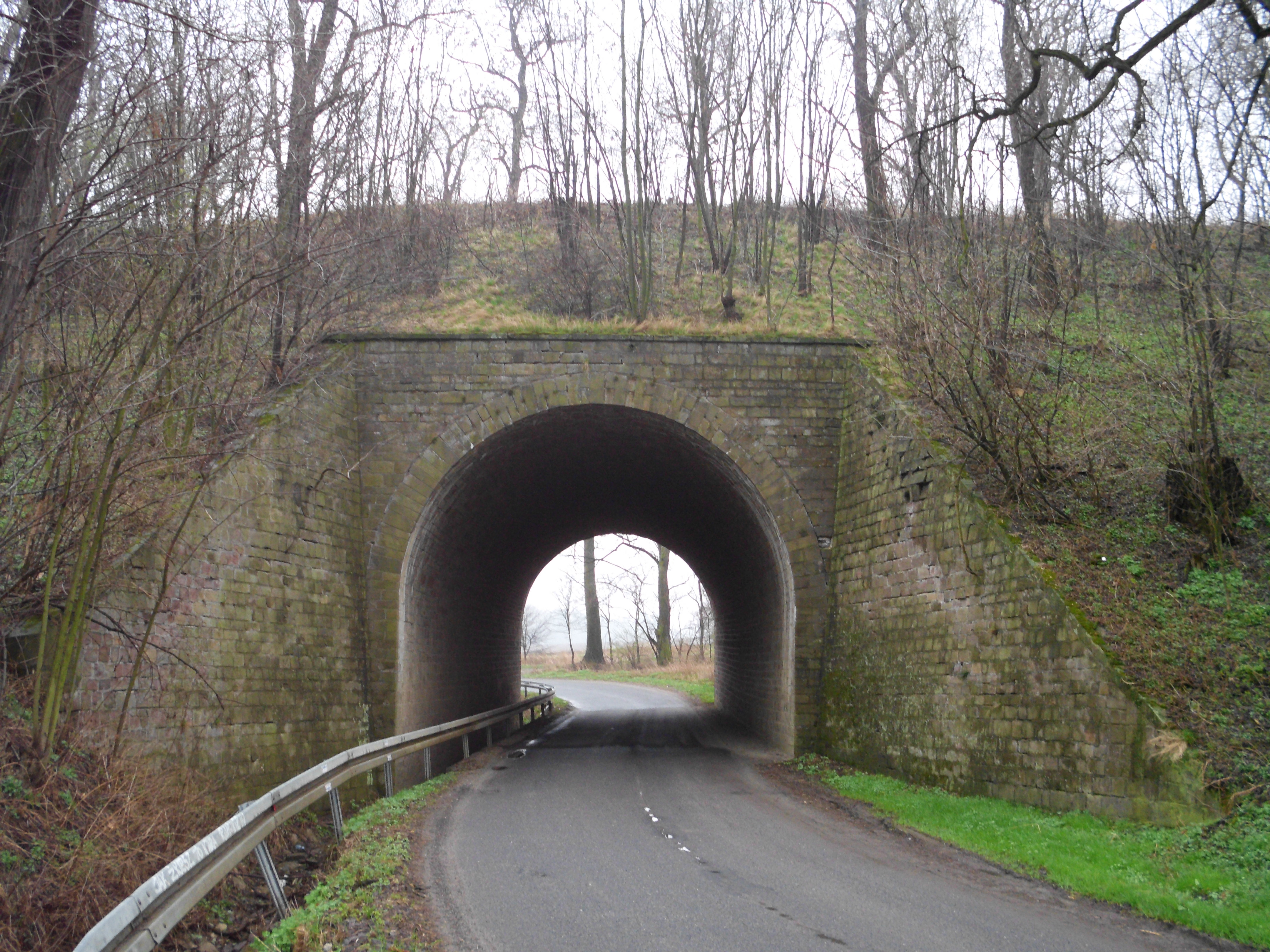
Tunel
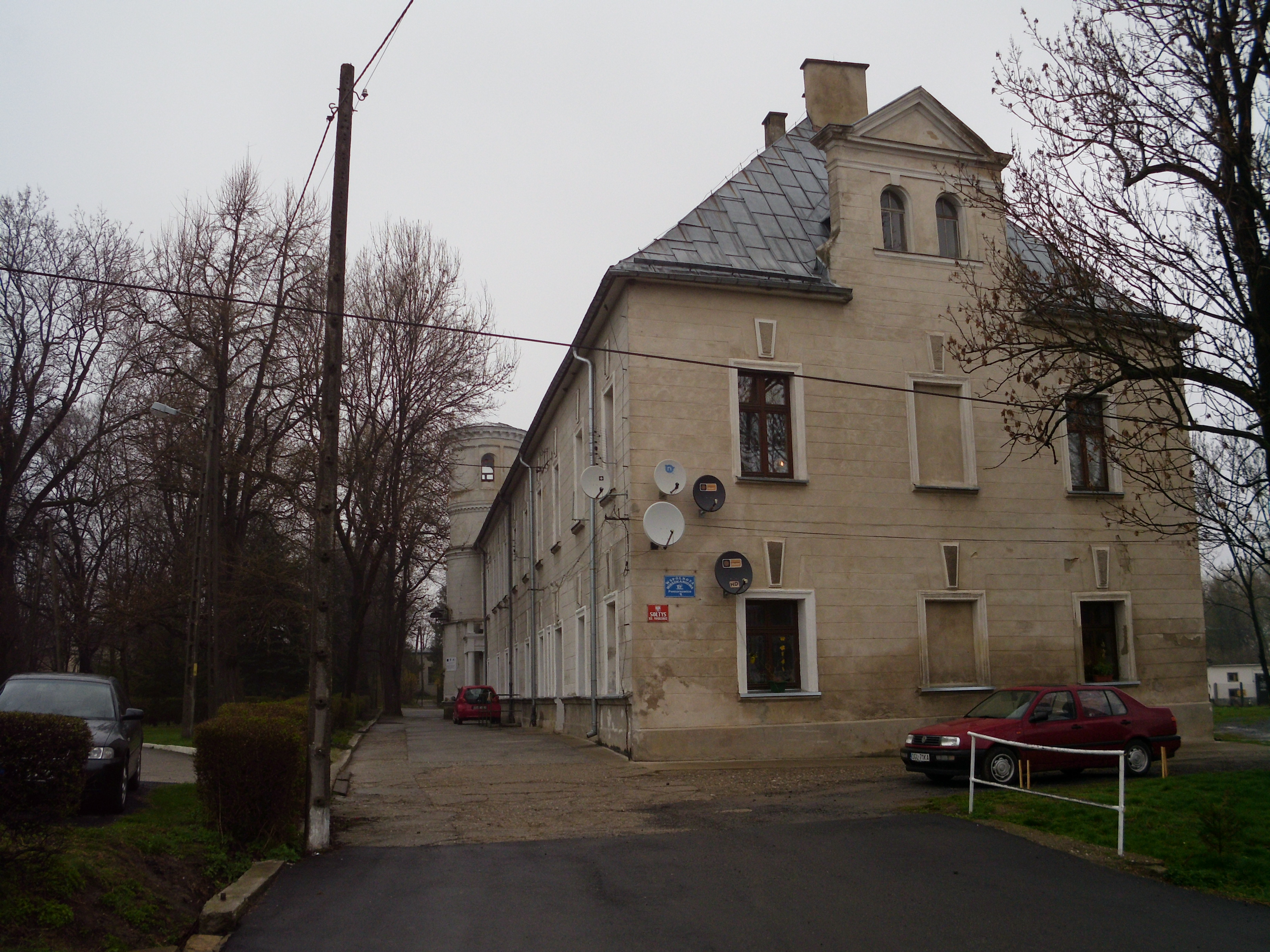
Pałac
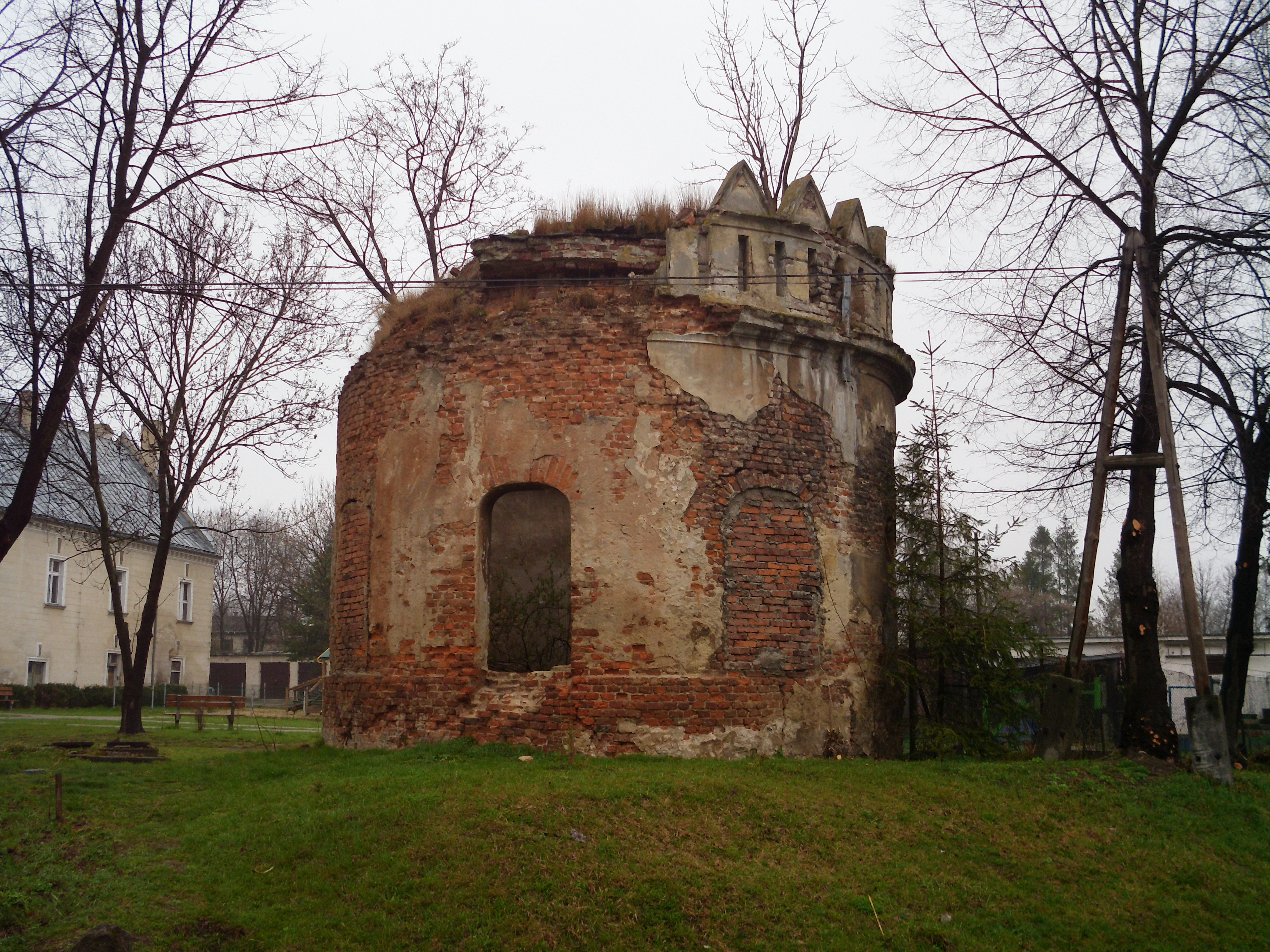
Baszta
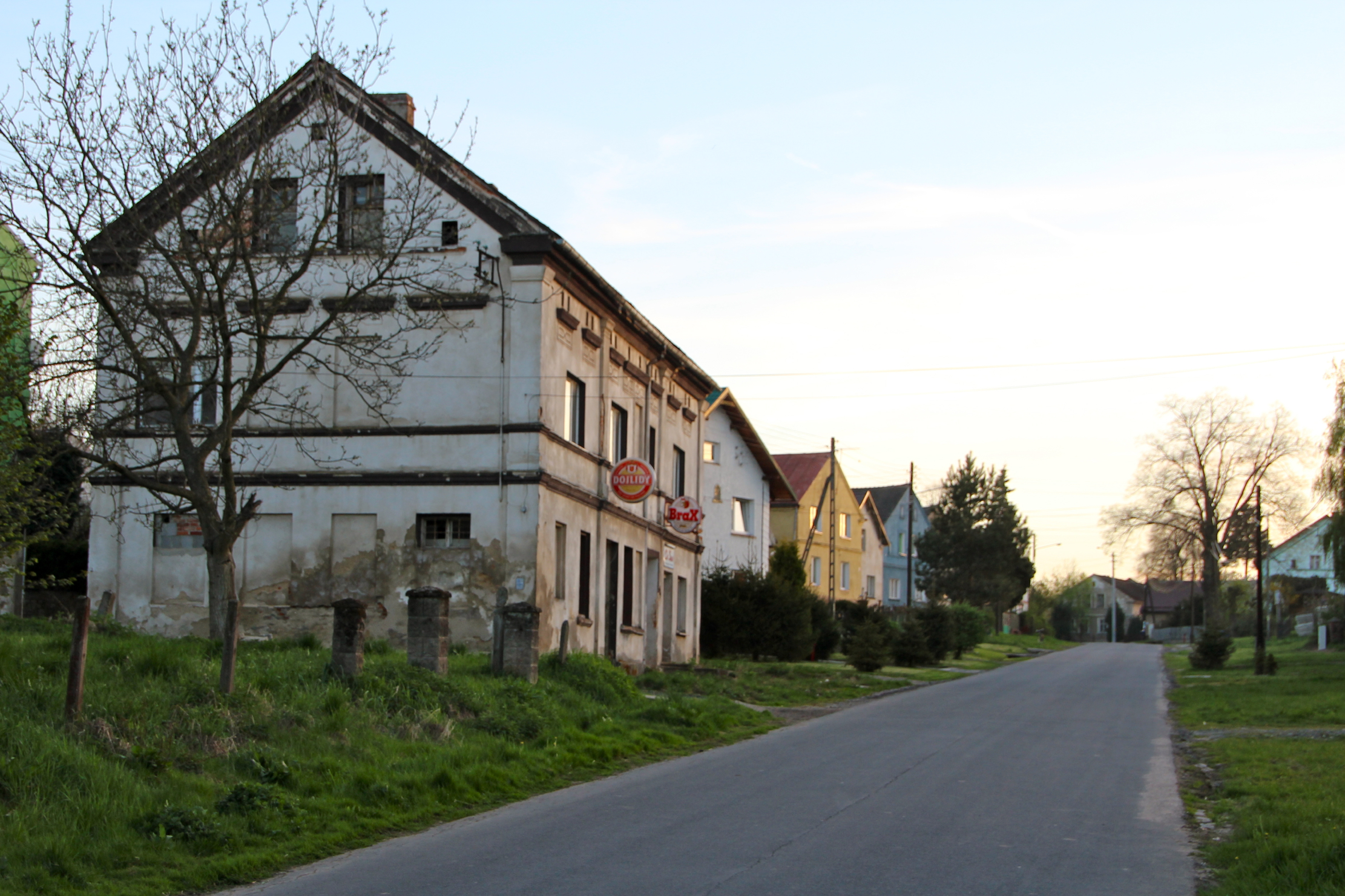
Ulica
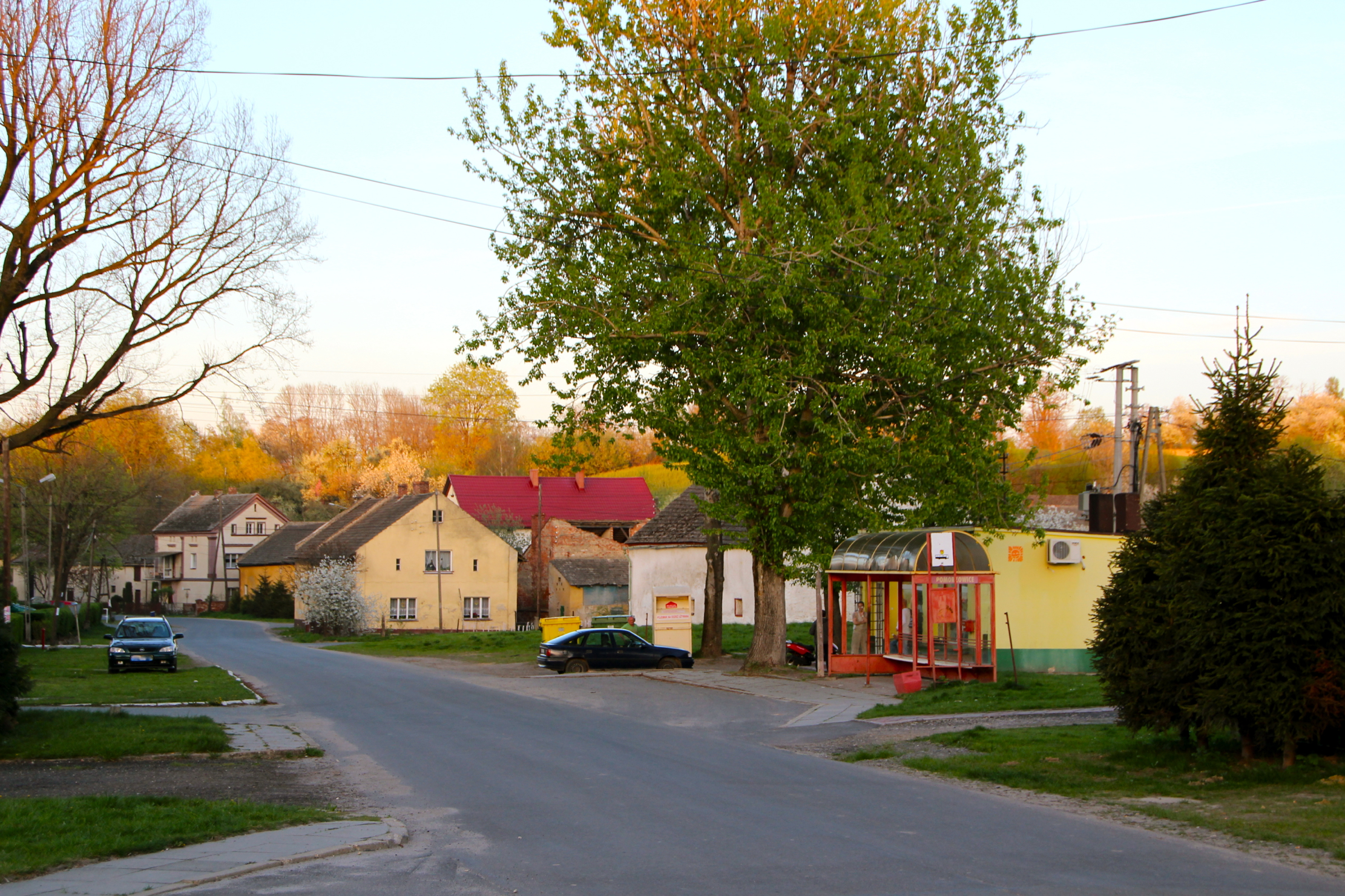
Ulica
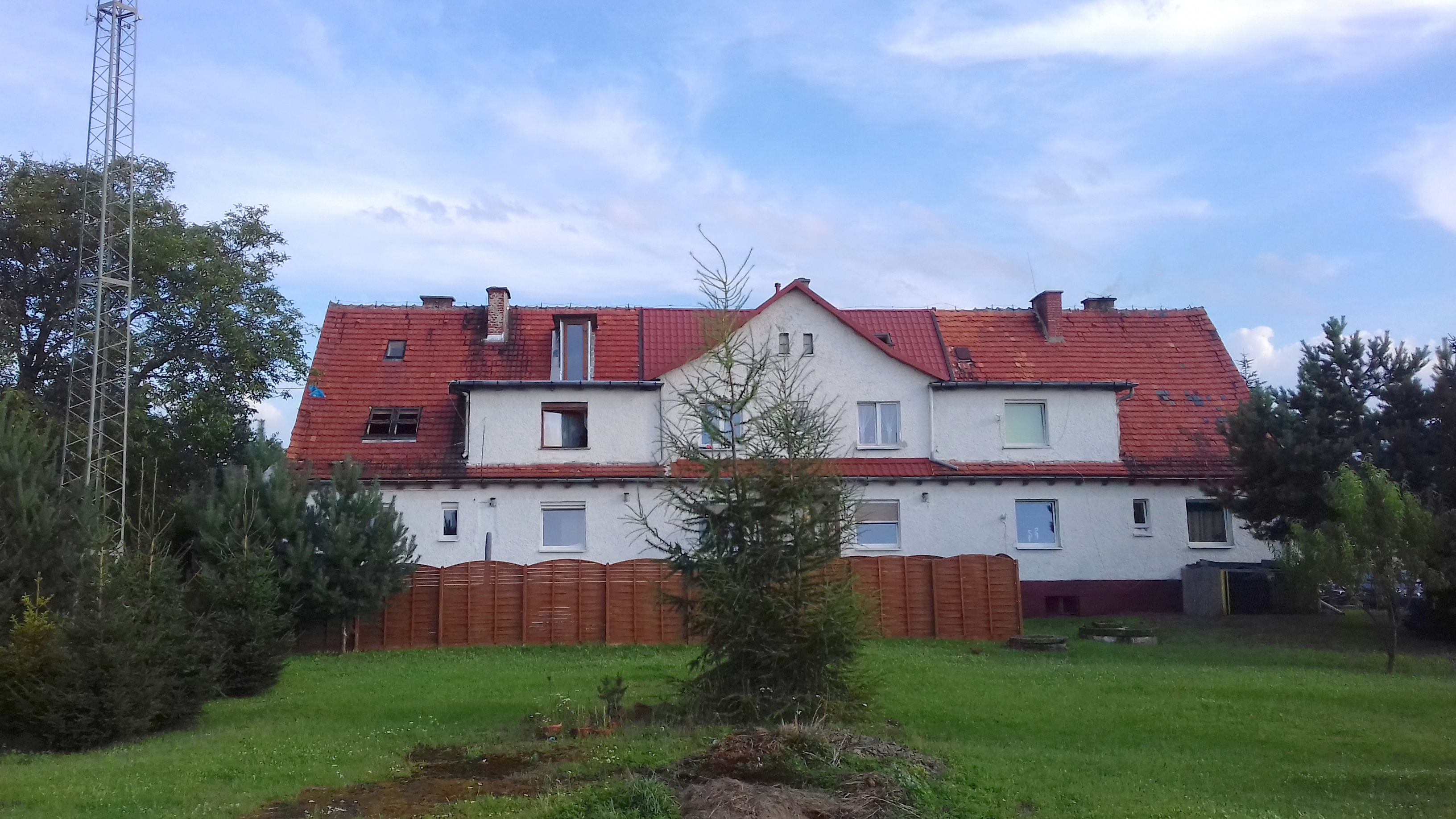
Strażnica WOP